# Nipa Tholus
Il Nipa Tholus è una struttura geologica della superficie di Venere.